# Detektivové z Hollywoodu
Detektivové z Hollywoodu (v originále Hollywood Homicide) je americký kriminální film z roku 2003, který kombinuje žánry akce, komedie a policejního dramatu. Hrají v něm Harrison Ford a Josh Hartnett a ve vedlejších rolích Lena Olin, Bruce Greenwood, Isaiah Washington, Lolita Davidovich, Keith David, Gladys Knight, Master P, Dwight Yoakam, Eric Idle, Ron Shelton, Robert Wagner, Kurupt, Smokey Robinson, Lou Diamond Phillips, Martin Landau a André Benjamin. Film režíroval Ron Shelton, scénář napsali Shelton a Robert Souza a produkovali Shelton a Lou Pitt. Film je založen na skutečných zkušenostech Souzy, který byl detektivem v oddělení vražd LAPD v Hollywoodu a vedle toho si v posledních deseti letech své kariéry přivydělával jako realitní makléř. Úvodní titulky filmu vytvořil Wayne Fitzgerald, což byla jeho poslední práci na titulcích před jeho smrtí v září 2019.
Film byl uveden 13. června 2003 a byl kritickým i komerčním zklamáním, když utržil 51,1 milionu dolarů při rozpočtu 75 milionů dolarů a získal smíšené až negativní recenze od kritiků. Konsenzus na Rotten Tomatoes uvádí, že film "trpí přílišným množstvím vedlejších dějových linií a nedostatkem smíchu."

## Děj
Film vypráví o dvojici detektivů, kteří vyšetřují vraždu v hollywoodském klubu. Nejsou příliš zapálení do vyšetřování, protože se více věnují svým osobní záležitostem. Jeden z nich, Joe Gavilan, je donucen si přivydělávat jako realitní makléř, a druhý, K.C. Calden, věnuje každou volnou chvíli cvičení jógy a jeho snem je herecká kariéra.

## Obsazení
- Harrison Ford jako seržant Joe Gavilan
- Josh Hartnett jako detektiv K.C. Calden
- Lena Olin jako Ruby
- Bruce Greenwood jako poručík Bernard "Bennie" Macko
- Isaiah Washington jako Antoine Sartain
- Lolita Davidovich jako Cleo Ricard
- Keith David jako Kapitán Leon
- Master P jako Julius Armas
- Gladys Knight jako Olivia Robidoux
- Lou Diamond Phillips jako Wanda
- Meredith Scott Lynn jako detektiv Jackson
- James MacDonald jako Danny Broome
- Tom Todoroff jako detektiv Zino
- Kurupt jako Oliver "K-Ro" Robidoux
- André Benjamin jako "Silk" Brown
- Alan Dale jako velitel Preston
- Clyde Kusatsu jako koroner Chung
- Dwight Yoakam jako Leroy Wasley
- Martin Landau jako Jerry Duran
- K. D. Aubert jako Shauntelle/Streetcar Blanche
- Eric Idle jako Celebrita
- Jennette McCurdy jako dcera z rodiny Van
- Eloy Casados jako detektiv Eddie Cruz
- Frank Sinatra Jr. jako Marty Wheeler
- Robert Wagner
- Anthony Mackie jako "Joker", Vrah
- Smokey Robinson jako taxikář